# Hołownia (herb szlachecki)
Hołownia – polski herb szlachecki.

## Opis herbu

### Opis historyczny
Seweryn Uruski blazonuje herb następująco:

W polu czerwonem biała litera T, na hełmie w koronie trzy pióra strusie.

Podobnie herb opisuje Juliusz Ostrowski, jednak w jego opisie litera „T” jest srebrna:

W polu czerwonem — wielka litera T srebrna. Nad hełmem w koronie — trzy pióra strusie.

### Opis współczesny
Opis skonstruowany współcześnie brzmi następująco:
Na tarczy w polu czerwonym litera „T” srebrna.
W klejnocie – nad hełmem w koronie – pięć piór strusich.
Labry herbowe czerwone, podbite srebrem.

## Geneza
Według Juliusza Ostrowskiego, herb Hołownia był używany w XVII w. na terenie województwa nowogródzkiego.
Józef Wolff uważa, że Hołowniowie są potomkami kniaziów pińsko-turowskich ze strony książąt Ostrożeckich. Protoplastą rodu miał był kniaź Iwan Dymitrowicz Hołownia (syn Dymitra), który według Jana Tęgowskiego jest tożsamy z Dymitrem Koriatowiczem (synem Koriata), co wskazywałoby na wywód Hołowniów od kniazia Giedymina .
Seweryn Uruski jako herbownych w swoim herbarzu wymienia takie osoby jak; podpułkownik Wincenty Hołownia, a także Adrian Hołownia – duchowny greckokatolicki i bazylianin.

## Herbowni
Lista herbownych w artykule sporządzona została na podstawie wiarygodnych źródeł, zwłaszcza klasycznych i współczesnych herbarzy. Należy jednak zwrócić uwagę na częste zjawisko przypisywania rodom szlacheckim niewłaściwych herbów, szczególnie nasilone w czasie legitymacji szlachectwa przed zaborczymi heroldiami, co zostało następnie utrwalone w wydawanych kolejno herbarzach. Identyczność nazwiska nie musi oznaczać przynależności do danego rodu herbowego. Przynależność taką mogą bezspornie ustalić wyłącznie badania genealogiczne.
Pełna lista herbownych nie jest dziś możliwa do odtworzenia, także ze względu na zniszczenie i zaginięcie wielu akt i dokumentów w czasie II wojny światowej (m.in. w czasie powstania warszawskiego w 1944 spłonęło ponad 90% zasobu Archiwum Głównego w Warszawie, gdzie przechowywana była większość dokumentów staropolskich). Lista nazwisk znajdująca się w artykule pochodzi z Herbarza polskiego, Tadeusza Gajla (24 nazwiska). Występowanie na liście nazwiska nie musi oznaczać, że konkretna rodzina pieczętowała się herbem Hołownia. Często te same nazwiska są własnością wielu rodzin reprezentujących wszystkie stany dawnej Rzeczypospolitej, tj. chłopów, mieszczan, szlachtę. Jest to dotychczas najpełniejsza lista herbownych, uzupełniana ciągle przez autora przy kolejnych wydaniach Herbarza. Tadeusz Gajl wymienia następujące nazwiska uprawnionych do używania herbu Hołownia:
|  | Czelski, Czyjewski. Gołubowicz, Gorodecki, Gościełowicz, Grodecki. Holiński, Hołowka, Hołownia, Hołubowicz, Hołyński, Horodecki. Jachimowicz, Jakimowicz, Jełczanin. Kurklewski. Mokłak, Mokłok. Ołowka. Pysznicki. Walmuc, Walmus, Wojna. Zapolicz. Tadeusz Gajl, Herbarz Polski |

Według Seweryna Uruskiego, występujące na liście herbownych nazwiska Jakimowicz oraz Wojna są właściwie przydomkami używanym przez jedną z gałęzi rodziny Hołowniów. Wynika to z XVI wiecznego podziału rodu na gałęzie o przydomkach Jakimowicz oraz Wojna.